# Concepcion, Texas
Concepcion là một nơi ấn định cho điều tra dân số (CDP) thuộc quận Duval, tiểu bang Texas, Hoa Kỳ. Năm 2010, dân số của nơi này là 62 người.

## Dân số
- Dân số năm 2000: 61 người.
- Dân số năm 2010: 62 người.